# کیرکلند جانکشن (آریزونا)
کیرکلند جانکشن (به انگلیسی: Kirkland Junction) یک منطقهٔ مسکونی در ایالات متحده آمریکا است که در آریزونا واقع شده‌است. کیرکلند جانکشن ۱٬۲۵۱ متر بالاتر از سطح دریا واقع شده‌است.